# Andranofanjava
Andranofanjava is een plaats in Madagaskar gelegen in het district Antsiranana II van de regio Diana. In 2001 telde de plaats bij de volkstelling 4413 inwoners.
In de plaats is basisonderwijs beschikbaar. De meerderheid (99,5% van de bevolking) is werkzaam als landbouwer. Het belangrijkste gewas is mais en rijst. 0,5% van de bevolking is werkzaam in de dienstensector.